# Heidenröschen
Heidenröschen ist ein deutscher Stummfilm aus dem Jahre 1916 von Franz Hofer.

## Handlung
Im Mittelpunkt des Geschehens steht das Röschen, ein hübsches, blutjunges Mädchen, das von einigen Verehrern heftig umworben wird. Doch sie hat ihr Herz längst an den Einen verloren. Es handelt sich dabei um den schmucken Graf Brödersdorf, der ebenso in sie verliebt ist, wie sie in ihn. Doch beide müssen vorsichtig sein, denn Röschens Onkel, der Kantor, soll nichts von der geheim gehaltenen Liebschaft wissen.
Eines Tages findet der Onkel jedoch alles heraus und verbietet seiner Nichte den Umgang mit dem ‚hohen Herrn‘. Um Röschen „herumzukriegen“ und sie endgültig für sich zu erobern, ist der junge Graf sogar dazu bereit, ihr die Ehe zu versprechen. Doch nun stellt sich sein alter Herr, der sehr auf das Standesbewusstsein pocht, quer und verbietet Graf juniors Ansinnen. Onkel Kantor muss ihr die fürchterliche Nachricht überbringen, und Röschen ist am Boden zerstört. Sie stirbt an gebrochenem Herzen.

## Einordnung
Die inhaltlich banale Geschichte wurde von Franz Hofer als Mittel zum Zweck ausgewählt. Mit dieser Inszenierung, seiner künstlerisch bedeutendsten, verließ er nicht nur die bislang im deutschen Film vorherrschende Starre und filmische Künstlichkeit, sondern warb sowohl für den Einsatz von der Natur als Stilmittel als auch für einen völlig neuen, zu der damaligen Zeit nahezu revolutionären Erzählstil.
In Kay Wenigers Das große Personenlexikon des Films heißt es dazu in der Biografie Franz Hofers: „1916 drehte er mit dem Gefühlsmelodram „Heidenröschen“ sein künstlerisch wohl bedeutendstes Werk: „Heidenröschen“ bestach vor allem durch seine Lichtgebung und architektonische Gestaltung, aber auch durch einen speziellen, narrativen Stil.“

## Kritiken
In Wiens Neue Kino-Rundschau heißt es: „Das ... von Franz Hofer inszenierte Stück "Heidenröschen ist ein ungeheuer stimmungsvolles Bild, dessen poetisch-ergreifende Handlung durch die bewährte Inszenierungskunst Franz Hofers in ihrer Wirkung noch gehoben wird.“
Paimann’s Filmlisten resümierte: „Stoff einfach, schlicht, aber ebenso wie Spiel, Photos und Szenerie sehr gut. (Besonders für einfaches Publikum.)“